# Sweet Mom
《Sweet Mom》（親愛媽咪）為日本歌手柴咲幸8th單曲。於2005年10月5日發行。

## 概要
- 標題曲為與電影《黄泉がえり》（主題歌為RUI所唱）同製作人的梶尾真治、監督塩田明彦所做的另一部電影《この胸いっぱいの愛を》的主題曲。

## 發行版本
- CD ONLY

## 曲目
1. Sweet Mom
作詞：柴咲コウ 作曲・編曲：市川淳　strings編曲：弦一徹
  - 東寶配給電影《この胸いっぱいの愛を》主題歌
2. memory pocket -メモポケ-
作詞：柴咲コウ　作曲：Jin Nakamura　編曲：華原大輔&REO
  - スクウェア・エニックスRPG遊戲「CODE AGE COMMANDERS」形象曲
3. あどけない温もり
作詞：井筒日美　作曲：小松清人　編曲：Jin Nakamura
4. Sweet Mom (Backing Track)
5. memory pocket -メモポケ- (Backing Track)